# デビッド・ジョーンズ (パンアメリカン航空)
デビッド・ジョーンズ（David Mifka Jones, 1915年7月11日 - 2005年2月2日）は、パンアメリカン航空（パンナム）元極東地区広報担当支配人。日本では、大相撲の幕内最高優勝力士表彰の際の活躍で広く知られた。

## 人物・来歴
1915年、軍人の父が駐留していたフィリピンで生まれ、サンフランシスコで育つ。カリフォルニア大学バークレー校では経済学を専攻、1938年に卒業後は、教師やサンフランシスコ・クロニクル紙の記者などの職を経た。この時期に日系人の強制収容を目撃したことが、日本とのつながりの原点となった。

### 来日
1955年、ジョーンズはパンナムに入社し、同年10月に極東地域広報担当支配人として来日した。能や歌舞伎、雅楽といった日本の文化はジョーンズに強い印象を与えたが、中でもジョーンズが関心を持ったのは1956年1月場所で観戦した相撲であった。パンナムは1953年5月場所から幕内最高優勝力士に対して「パンアメリカン航空賞」を出す形で相撲と関わりを持っており、ジョーンズを観戦に連れて行った人物が表彰式での賞授与を担当していた。しかし、この前任者がパンナムを辞めて転職することになり、パンナム本社はこれを機に賞の中止を決めた。ジョーンズは中止に反対し、本社は最終的には賞の存続を認めたものの、存続を主張したジョーンズ自身が賞の授与を引き継がなければならなくなった。
こうして1961年5月場所から、ジョーンズが賞の贈呈を担当することになった。この場所で優勝した佐田の山に対する賞の授与に臨んだジョーンズは、観客が式に退屈している様子を見てとると、あえて大声で「ヒョー・ショー・ジョウ!」と読み上げ、注目を浴びた。翌場所からは和装で登場、呼出の助けを借りず一人でトロフィーを持つなど、式への取り組みは本格化した。東京場所では（意図的だったであろうが）読み間違えたり、噛んだりして、大阪や名古屋、福岡で開催される場所では、現地の方言で表彰状を朗読した。
ジョーンズの賞贈呈は千秋楽の注目行事となり、ジョーンズが土俵に上がると、外国人独特の抑揚を交えた表彰状の朗読を聞こうと、観客は静まりかえった。身長163cmと、アメリカ人としては小柄な体格のジョーンズが、42kgにもなる巨大なトロフィーを抱え上げると、観客からは「よいしょっ!」と声援が飛んだ。関心の高さに、特定企業の宣伝にならないよう原則企業名を出すことは控えていたNHKの中継放送でも、ジョーンズの登場場面は特別扱いで取り上げるようになり、パンナムの知名度も高まった（ただしアナウンサーはジョーンズの紹介はするがパンナムの企業名を出すことはなかった）。

### 広報活動
ジョーンズの功績は相撲にとどまらなかった。能や歌舞伎、雅楽など日本の古典芸能の海外公演を実現し、東京オリンピック誘致活動にも貢献した。ジョーンズがTBSと共同で企画した紀行番組『兼高かおる世界の旅』は、パンナムの支店網を利用して集めた世界の最新情報を盛り込んだ内容で、日本人の海外旅行が一般的ではなかった時代に海外事情を紹介する役割を果たした。パンナムが協賛の形で参加したテレビ番組、映画は数多く、そうした作品の一つである映画『アルプスの若大将』では、パンナムのクルーを務めた星由里子演ずる岸澄子の上司役としてジョーンズも出演したほか、劇中のテレビ番組でも「ヒョー・ショー・ジョウ!」のシーンが収められている。

### パンナム退職
その後もジョーンズの表彰式出席は続き、1972年7月場所でアメリカ出身の高見山が優勝した際には、役員会が開かれていたフランクフルトから会議を中座して日本に戻り、千秋楽前日から推移を見守った。表彰式ではインガーソル駐日大使がニクソン大統領からの祝電を読み上げ、ジョーンズも高見山に「ヘイ、ジェシー」と呼びかけるなど、異例の進行となった。1973年1月場所、琴櫻の表彰の際には、トロフィーを落としてしまい、本人も転倒した。この事件は笑いを取るためにわざと転倒したのではないかという噂も流れたが、ジョーンズはトロフィーの突起部が突き刺さりでもすればただでは済まない、として噂を否定している。
1974年1月、パンナムを退職し、海外企業の日本での代理業務を行う会社で常務職に就いたが、パンナムにも顧問の立場で残り、賞授与は続いた。この年、輪島の表彰の際に名前を忘れ、輪島本人にこっそり尋ねたというエピソードが残されている。
1981年にはジョーンズの表彰式出席は20年目を迎えた。この年、兼高かおる、藤島泰輔らが世話人となり、ジョーンズを表彰する会が催され、400人が集まった。
また1982年前期にNHKの朝の連続テレビ小説で放送された『ハイカラさん』に、ミートマン・ペーター役で出演している。

### 引退
しかしパンナムの業績は悪化の一途をたどり、1985年には太平洋路線をユナイテッド航空に売却、日本から撤退することが決まった。ジョーンズは賞も中断するものと考えていたが、1985年11月、ジョーンズが園遊会に招かれた際に昭和天皇が賞に言及、この発言も一因となり、賞は継続されることになった。
数度の中断の危機を乗り越えながら続けられてきた千秋楽の表彰であったが、ジョーンズも初土俵から30年が経過すると体力の限界を感じるようになり、1991年、ジョーンズは引退の意向を相撲協会に伝えた。引退表明後、大阪で開催された3月場所では表彰状朗読後「みなさん、おおきに、さいなら」と方言で挨拶、最後の贈呈となった5月場所でも、旭富士への表彰の後、土俵上から観衆に別れを告げた。6月には「ねぎらう会」が開かれ、二子山理事長からジョーンズに純金製の感謝状が贈られた。また11月には伝統文化の振興と海外交流に貢献したとして、勲四等旭日小綬章が授与された。
同年12月4日にパンナムは破産した。この日の『筑紫哲也NEWS23』でこのニュースを報じた際に本当に最後の「ヒョー・ショー・ジョウ!」を披露。その表彰状の相手は長年勤務したパンナムだった。
引退後も日本に住み続ける意向を示していたジョーンズであったが、1992年に脳梗塞で倒れ、アメリカに帰国した。2005年、心不全のためネブラスカ州オマハで死去した。89歳であった。